# Fiesta Bowl 2022 (janvier)
Match précédent Match suivant
Le Fiesta Bowl de janvier 2022 est un match de football américain de niveau universitaire joué après la saison régulière de 2021, le 1er janvier 2022 au State Farm Stadium situé à Glendaledans l'État de l'Arizona aux États-Unis.
Il s'agit de la 51e édition du Fiesta Bowl.
Le match met en présence l'équipe indépendante des Fighting Irish de Notre Dame et l'équipe des Cowboys d'Oklahoma State issue de la Big 12 Conference.
Il débute à 13 heures locales et est retransmis à la télévision par ESPN,.
Sponsorisé par la société PlayStation, le match est officiellement dénommé le 2020 PlayStation Fiesta Bowl.
Oklahoma State gagne le match sur le score de 37 à 35.

## Présentation du match
Le Fiesta Bowl faisant partie des bowls majeurs, les équipes y participant ont été désignées par le Comité du College Football Playoff.
Il s'agit de la première rencontre entre ces deux équipes.
| Équipes                                                                                             | Conférences | Entraîneurs                      | Stats. saison rég. | Classements avant le bowl | Classements avant le bowl | Classements avant le bowl |
| --------------------------------------------------------------------------------------------------- | ----------- | -------------------------------- | ------------------ | ------------------------- | ------------------------- | ------------------------- |
| Équipes                                                                                             | Conférences | Entraîneurs                      | Stats. saison rég. | CFP                       | AP                        | Coaches                   |
| Fighting Irish de Notre Dame                                                                        | Ind.        | Marcus Freeman (en) (1re saison) | 11 - 1             | no 5                      | no 5                      | no 5                      |
| Cowboys d'Oklahoma State                                                                            | B12         | Mike Gundy (en) (17e saison)     | 11 - 2             | no 9                      | no 9                      | no 9                      |
| - Arbitre : Jerry McGinn (Big 10). - Équipe donnée favorite par les bookmakers : Notre Dame par 2½. |             |                                  |                    |                           |                           |                           |

### Fighting Irish de Notre Dame
Avec un bilan global en saison régulière de 11 victoires et 1 défaite, Notre Dame est éligible et accepte l'invitation pour participer au Fiesta Bowl de 2022. Ils terminent meilleure équipe des indépendants et grâce à ce statut ne participent pas à une finale de conférence. Brian Kelly, entraineur principal de Notre Dame (12e saison), ayant démissionné pour s'engager comme entraineur principal à LSU, c'est Marcus Freeman (en) (ex coordinateur défensif et entraineur des linebackers de Notre Dame) qui dirigera les Fighting Irish.
À l'issue de la saison 2021 (bowl non compris), ils sont classés #5 aux classements CFP, AP et Coaches
C'est leur 5e participation au Fiesta Bowl (1-4) :
| Saisons | Dates            | Vainqueurs             | Scores  | Finalistes           | Bilan |
| ------- | ---------------- | ---------------------- | ------- | -------------------- | ----- |
| 2015    | 1er janvier 2016 | #7 Ohio State (12-1)   | 44 - 28 | #8 Notre Dame (10-3) | 1 - 4 |
| 2005    | 2 janvier 2006   | #4 Ohio State (9-2)    | 34 - 20 | #6 Notre Dame (9-2)  | 1 - 3 |
| 2000    | 1er janvier 2001 | #6 Oregon State (10-1) | 41 - 09 | #11 Notre Dame (9-2) | 1 - 2 |
| 1994    | 1er janvier 1995 | #4Colorado (10-1)      | 41 - 24 | Notre Dame (6-4-1)   | 1 - 1 |
| 1988    | 2 janvier 1989   | Notre Dame (11-0)      | 34 - 21 | West Virginia (11-0) | 1 - 0 |

| Logo     | Postes                                      | Joueurs                                            | Statistiques                                                      |
| -------- | ------------------------------------------- | -------------------------------------------------- | ----------------------------------------------------------------- |
|          | Quarterback                                 | Jack Coan                                          | 215/317 passes réussies pour 2 641 yards, 20 TDs, 3 interceptions |
| Coureur  | Kyren Williams                              | 204 courses pour 1 002 yards nets gagnés et 14 TDs |                                                                   |
| Receveur | Kevin Austin Jr.                            | 42 réceptions pour 783 yards et 3 TDs              |                                                                   |
| Roster   | Liste 2021 des Fighting Irish de Notre Dame | Liste 2021 des Fighting Irish de Notre Dame        |                                                                   |

### Cowboys d'Oklahoma State
Avec un bilan global en saison régulière de 11 victoires et 2 défaites (8-1 en matchs de conférence), Oklahoma State est éligible et accepte l'invitation pour participer au Fiesta Bowl de 2022. Ils terminent 1er de la Big 12 Conference mais perdent la finale de conférence 16-21 jouée contre les Bears de Baylor.
À l'issue de la saison 2021 (bowl non compris), ils seront classés #9 aux classements CFP, AP et Coaches.
C'est leur 3e participation au Fiesta Bowl (2-0) :
| Saisons | Dates            | Vainqueurs               | Scores  | Finalistes         | Bilan |
| ------- | ---------------- | ------------------------ | ------- | ------------------ | ----- |
| 2011    | 2 janvier 2012   | #3 Oklahoma State (11-1) | 41 - 38 | #4 Stanford (11-1) | 2 - 0 |
| 1974    | 28 décembre 1974 | Oklahoma State (6-5)     | 16 - 06 | BYU (7-3-1)        | 1 - 0 |

| Logo     | Postes                                  | Joueurs                                            | Statistiques                                                       |
| -------- | --------------------------------------- | -------------------------------------------------- | ------------------------------------------------------------------ |
|          | Quarterback                             | Spencer Sanders                                    | 209/340 passes réussies pour 2 468 yards, 16 TDs, 12 interceptions |
| Coureur  | Jaylen Warren                           | 237 courses pour 1 134 yards nets gagnés et 11 TDs |                                                                    |
| Receveur | Tay Martin                              | 70 réceptions pour 942 yards et 7 TDs              |                                                                    |
| Roster   | Liste 2021 des Cowboys d'Oklahoma State | Liste 2021 des Cowboys d'Oklahoma State            |                                                                    |

## Résumé du match
Match joué en indoors, stade fermé, début à  13 h 10 locales, fin à  17 h 05 locales pour une durée totale de jeu de 03 h 54 min. 
| QT            | Temps         | Drive         | Drive         | Drive         | Équipe        | Description de l'action                                                                                           | Score | Score |
| ------------- | ------------- | ------------- | ------------- | ------------- | ------------- | --- | ----- | ----- |
| QT            | Temps         | Jeux          | Yards         | TDP           | Équipe        | Description de l'action                                                                                           | ND    | OSU   |
| 1             | 13:21         | 5             | 75            | 01:39         | ND            | TD de 29 yards par le WR Lorenzo Styles Jr. (passe du QB Jack Coan) + 1 pt de conversion par le K Jonathan Doerer | 7     | 0     |
| 1             | 07:05         | 4             | 66            | 02:08         | ND            | TD de 53 yards par le RB Chris Tyree (passe du QB Jack Coan) + 1 pt de conversion par le K Jonathan Doerer        | 14    | 0     |
| 1             | 01:46         | 8             | 82            | 02:29         | OSU           | TD de 9 yards par le WR Jaden Bray (passe du QB Spencer Sanders) + 1 pt de conversion par le K Tanner Brown       | 14    | 7     |
|               |               |               |               |               |               | |       |       |
| 2             | 11:04         | 10            | 78            | 03:43         | ND            | TD de 16 yards par le TE Michael Mayer (passe du QB Jack Coan) + 1 pt de conversion par le K Jonathan Doerer      | 21    | 7     |
| 2             | 01:16         | 11            | 84            | 04:25         | ND            | TD de 7 yards par le TE Michael Mayer (passe du QB Jack Coan) + 1 pt de conversion par le K Jonathan Doerer       | 28    | 7     |
| 2             | 00:37         | 4             | 75            | 00:39         | OSU           | TD de 9 yards par le WR Tay Martin (passe du QB Spencer Sanders + 1 pt de conversion par le K Tanner Brown        | 28    | 14    |
|               |               |               |               |               |               | |       |       |
| 3             | 10:52         | 12            | 87            | 04:08         | OSU           | TD de 5 yards par le WR Tay Martin (passe du QB Spencer Sanders + 1 pt de conversion par le K Tanner Brown        | 28    | 21    |
| 3             | 02:47         | 10            | 89            | 02:22         | OSU           | TD de 8 yards par le WR Tay Martin (passe du QB Spencer Sanders+ 1 pt de conversion par le K Tanner Brown         | 28    | 28    |
| 3             | 00:06         | 7             | 36            | 02:17         | OSU           | FG de 38 yards par le K Tanner Brown                                                                              | 28    | 31    |
|               |               |               |               |               |               | |       |       |
| 4             | 09:07         | 7             | 37            | 02:40         | OSU           | FG de 41 yards par le K Tanner Brown                                                                              | 28    | 34    |
| 4             | 02:16         | 4             | 8             | 00:22         | OSU           | FG de 25 yards par le K Tanner Brown                                                                              | 28    | 37    |
| 4             | 01:05         | 8             | 76            | 01:11         | ND            | TD de 25 yards par K. Austin Jr. (passe du QB Jack Coan) + 1 pt de conversion par le K Jonathan Doerer            | 35    | 37    |
|               |               |               |               |               |               | |       |       |
| Score final : | Score final : | Score final : | Score final : | Score final : | Score final : | Score final : | 35    | 37    |

## Statistiques
| Systèmes | Noms              | Postes | Équipe         |
| -------- | ----------------- | ------ | -------------- |
| Attaque  | Spencer Sanders   | QB     | Oklahoma State |
| Défense  | Malcolm Rodriguez | LB     | Oklahoma State |

| Statistiques                           | Fighting Irish de Notre Dame                         | Cowboys d'Oklahoma State                                |
| -------------------------------------- | ---------------------------------------------------- | ------------------------------------------------------- |
| 1er down                               | 27                                                   | 34                                                      |
| 1er down à la course                   | 9                                                    | 14                                                      |
| 1er down à la passe                    | 34                                                   | 19                                                      |
| 1er down suite pénalité                | 2                                                    | 1                                                       |
| Conversion de 3e down                  | 11/20                                                | 3/14                                                    |
| Conversion de 4e down                  | 0/1                                                  | 1/1                                                     |
| Jeux–yards                             | 89 jeux pour 551 yards                               | 95 jeux pour 605 yards                                  |
| Yards à la course                      | 21 courses pour 42 yards (moyenne de 2 yards/course) | 43 courses pour 234 yards (moyenne de 5,3 yards/course) |
| Yards à la passe                       | 509                                                  | 371                                                     |
| Passes : Réussies-Tentées-Interceptées | 38/68 passes complétées, 0 interception              | 34/51 passes complétées, 1 interception                 |
| Réussite en zone rouge/chances         | 2/2                                                  | 7/9                                                     |
| TD                                     | 5                                                    | 4                                                       |
| Field Goals                            | 0/1                                                  | 3/4                                                     |
| Sacks (Nombre-Yards)                   | 1 sack effectué pour 11 yards adverses perdus        | 2 sacks effectués pour 10 yards adverses perdus         |
| Fumbles (Nombre/Perdus)                | 2/1                                                  | 2/2                                                     |
| Pénalités (Nombre/Yards perdus)        | 5 pour 55 yards perdus                               | 4 pour 45 yards perdus                                  |
| Temps de possession                    | 30:54                                                | 29:06                                                   |

| Fighting Irish de Notre Dame |                    |                                                                                                 |
| Quarterback                  | Coan, Jack         | 38/68 passes complétées, 509 yards, 1 interception, 5 TD, 2 sacks subis, évaluation QB de 140,1 |
| Meilleurs coureurs           | Diggs, Logan       | 9 courses pour 29 yards nets gagnés, 0 TD, moyenne de 3,2 yards/course                          |
| Meilleurs coureurs           | Tyree, Chris       | 6 courses pour 18 yards nets gagnés, 0 TD, moyenne de 3 yards/course                            |
| Meilleurs receveurs          | Styles, Lorenzo    | 8 réceptions pour 136 yards gagnés, 1 TD                                                        |
| Meilleurs receveurs          | Mayer, Michael     | 7 réceptions pour 72 yards gagnés, 2 TDs                                                        |
| Meilleurs receveurs          | Lenzy, Braden      | 7 réceptions pour 60 yards gagnés, 0 TD                                                         |
| Meilleurs receveurs          | Tyree, Chris       | 6 réceptions pour 115 yards gagnés, 1 TD                                                        |
| Meilleurs receveurs          | Austin, Kevin      | 6 réceptions pour 105 yards gagnés, 1 TD                                                        |
| Meilleur défenseur           | Rodriguez, Malcolm | 10 tacles dont 11 en solo, 1 interception,1 hit sur QB et 2 pressions sur QB                    |
| Meilleur défenseur           | Harper, Devin      | 10 tacles dont 4 en solo, 1 TFL (3 yards)                                                       |
| Cowboys d'Oklahoma State     |                    |                                                                                                 |
| Quarterback                  | Coan, Jack         | 38/68 passes complétées, 509 yards, 1 interception, 5 TD, 2 sacks subis, évaluation QB de 140,1 |
| Meilleurs coureurs           | Warren, Jaylen     | 19 courses pour 82 yards nets gagnés, 0 TD, moyenne de 4,3 yards/course                         |
| Meilleurs coureurs           | Sanders, Spencer   | 17 courses pour 125 yards nets gagnés, 0 TD, moyenne de 7,4 yards/course                        |
| Meilleur receveur            | Presley, Brennan   | 10 réceptions pour 137 yards gagnés, 0 TD                                                       |
| Meilleur receveur            | Martin, Tay        | 10 réceptions pour 104 yards gagnés, 3 TDs                                                      |
| Meilleur receveur            | Warren, Jaylen     | 6 réceptions pour 34 yards gagnés, 0 TD                                                         |
| Meilleur défenseur           | Lewis, Clarence    | 10 tacles en solo                                                                               |
| Meilleur défenseur           | Bertrand, JD       | 9 tacles dont 8 en solo, 2 TFL (3 yards)                                                        |